# Gaby Charroux
Pour les articles homonymes, voir Charroux.
Gaby Charroux, né le 25 juin 1942 à Bab El Oued (Algérie), est un homme politique français. Membre du Parti communiste français, il est député de la 13e des Bouches-du-Rhône de 2012 à 2017, maire de Martigues depuis 2009 et président du Pays de Martigues depuis 2016.

## Biographie
Gaby Charroux est né le 25 juin 1942 au sein d'une famille pied-noire de Bab El Oued. Orphelin de père à l'âge d'un an et demi (son père, Roger Charroux, étant décédé à la bataille du Belvédère), il est elévé par sa mère, d'ascendance italienne. Adolescent, il fréquente le collège et le lycée Bugeaud. Le 4 juin 1958, il se trouve place du Forum à Alger pour assister au fameux discours du général de Gaulle : Je vous ai compris. Extrêmement sportif, il est un temps champion d'Algérie du 100 mètres brasse. C'est d'ailleurs par le biais du sport, qu'il est sensibilisé aux causes communiste et anti-impérialiste, un de ses coéquipiers de handball étant Jacky Tiffou, fils d'un militant du Parti communiste algérien (PCA), qui contribue à « lui ouvrir un peu les yeux » sur la situation en Algérie. Ses convictions politiques se précisent ensuite sous l'influence de son professeur de philosophie, Georges Labica.  
Durant la période de troubles qui suit la proclamation des accords d'Évian (18 mars 1962) et précède la déclaration d'indépendance algérienne (5 juillet 1962), lui et sa sœur quittent l'Algérie pour Marseille, où ils sont hébergés par leur ancienne voisine de palier de Bab El Oued, Marie-Rose Péretto (née Solbès), fille de républicains espagnols dont le mari a été expulsé d'Algérie en 1956 pour activités anticoloniales. Contrairement à cette dernière, Gaby Charroux décide de rester en France, où il finit par décrocher un emploi d'instituteur à Nevers au bout de quelques mois.  
En février 1963, il se marie avec une autre rapatriée d'Algérie, Nicole, de qui il aura trois enfants (une fille et deux garçons).  
Ayant passé avec succès le concours de conseiller d'orientation-psychologue, il obtient un emploi au Centre d'information et d'orientation (CIO) de Martigues, qu'il dirige de 1972 à 2002.  
C'est en 1989, que Gaby Charroux est sollicité par le maire de la ville de l'époque, Paul Lombard, pour intégrer l'équipe municipale. Après avoir occupé plusieurs délégations durant 2 mandats, dont celle à la Jeunesse, il devient premier adjoint à l'occasion des élections municipales de 2008 puis maire de la ville de Martigues le 29 mai 2009, à la suite de la démission de Paul Lombard.
Parallèlement, il est élu lors des élections cantonales de 2008, Conseiller général pour le canton Martigues-Est où il intègrera la majorité de l'Assemblée délibérante du Conseil Général des Bouches du Rhône dirigé alors par Jean-Noël Guérini. Durant son mandat, il siègera à la Commission Permanente et portera la délégation aux Personnes handicapées jusqu'à sa démission en 2012 en raison du cumul avec son mandat de député.
En effet, candidat aux élections législatives de 2012 sous l'étiquette Front de gauche dans la 13e circonscription des Bouches-du-Rhône, il arrive en tête à l'issue du premier tour avec 27,4 % des suffrages exprimés, contre 21,7 % pour Béatrix Espallardo (FN) et 24,8 % pour René Raimondi (PS). Ce dernier se désiste en sa faveur et Gaby Charroux est élu député au second tour, avec 60,3 % des suffrages exprimés.
En 2013, il démissionne de son poste de président de la Communauté d'Agglomération du Pays de Martigues, au profit du 1er vice-président Henri Cambessedes, afin de se consacrer à ses mandats de député et de maire.
Aux élections municipales de 2014, il conduit une liste d'alliance FG-PS-EELV, « Martigues de toutes nos forces », qui obtient une nette victoire avec 49,9 % des suffrages exprimés au premier tour, puis 58,5 % au second tour. Il est réélu maire de Martigues le 4 avril 2014.
Dans le cadre de la mise en place de la Métropole Aix-Marseille-Provence en janvier 2016, il est candidat déclaré à la présidence du futur EPCI face à Jean-Claude Gaudin. À cette occasion, il publie Métropole, un autre chemin afin de décliner un ensemble de propositions politiques alternatives pour la Métropole.
À la suite de l'intégration le 1er janvier 2016 de la Communauté d'Agglomération du Pays de Martigues au sein de la Métropole d'Aix-Marseille-Provence, celle-ci devient le Conseil de Territoire du Pays de Martigues pour lequel Gaby Charroux est élu Président le 26 mars 2016. Il est, de droit, vice-président du Conseil de Métropole.
Il ne se représente pas aux élections législatives de 2017, souhaitant se consacrer à la commune de Martigues. Le candidat PCF Pierre Dharréville est élu à sa succession avec 62 % des voix.
Le 13 décembre 2018, Gaby Charroux annonce lors d'un Webchat avec la population, sa volonté d'être tête de liste lors des élections municipales de 2020. Avec 60,93 % des suffrages exprimés, la liste Ensemble Toujours Plus Loin qu'il conduit remporte l'élection dès le premier tour le 15 mars 2020, loin devant la liste LR (21,33 %) et la liste RN (10,39 %). Il est réélu président du Pays de Martigues le 13 juillet 2020.
Gaby Charroux est le président directeur général de la Société d’économie mixte immobilière de la ville de Martigues (Semivim) secouée en 2021 et 2022 par une crise profonde dont fait état la presse nationale,. En décembre 2021, il licencie la directrice de patrimoine et son conjoint, tous deux mis en examen pour plusieurs chefs d’accusation relatifs à des malversations financières supposées au sein de l’Office HLM. Au total, onze personnes dont deux élus municipaux adjoints au maire ainsi que la directrice générale de la Semivim sont alors mis en examen,.
Dans le cadre de cette affaire de corruption au sein de la Société d’économie mixte immobilière, Gaby Charroux est mis en examen le 29 avril 2025 pour favoritisme,.